# 鋼鐵時代
〈鋼鐵時代〉（英語：The Age of Steel）是英國科幻電視劇《異世奇人》系列2的第6集，於2006年5月20日在BBC One首播。這集的編劇是湯·麥克雷，導演為格雷姆·哈珀。在演員方面，除了固有的大衛·田納特飾演博士和比莉·派佩飾演羅斯·泰勒外，洛爾·克拉克在這集分飾米基·史密夫和域奇·史密夫，肖恩·丁沃爾所扮演的彼得·泰勒也是主角。
本集繼承上集講述商人約翰·盧米克打算將地球上所有人類把改裝成賽博人，最終在博士和彼得等人的協助下化險為夷。最終，這集共有763萬人收看，評價以正面為主。

## 劇情
博士、泰勒、米基和「說教者」的成員被一眾賽博人包圍，後者宣稱要消滅博士等人。於是，博士利用替TARDIS的充電器擊倒賽博人後帶領眾人逃脫。在逃亡的過程中，彼得向「說教者」稱他與盧米克並不是同一伙人，而是為取得其犯罪證據而親近他。隨後，眾人發現盧米克使用的齊柏林飛船停泊在一間工廠的上空。原來，尼森計劃將地球上所有人類改裝成賽博人。因此，他打算通過人們配戴的免提裝置來控制所有人來到工廠，以一一改裝成賽博人。
博士認為有必要阻止盧米克的陰謀。為此，他與眾人趕到工廠。然而，域奇在過程中被賽博人殺死。來到工廠後，眾人分工合作﹕博士與「說教者」的摩亞夫人通過暗道潛入工廠以制伏尼森；米基和傑克潛入飛船，以圖破壞能控制人們的發射器；彼得和泰勒則扮成被控制的人類，直接走進工廠以查探其虛實。其間，摩亞夫人死於賽博人手中，但同時這也使博士發現賽博人身上裝有「感情制止器」。故此，博士相信只要解破中止「感情制止器」的密碼就能令被改裝的賽博人得悉自己本是人類，從而瓦解賽博人的勢力。
未幾，博士也被賽博人發現，他們未有殺掉博士，而是把他帶到盧米克面前。來到盧米克的辦公室，博士發現泰勒和彼得已被捕獲，而盧米克則以被升級為「賽博管理者」（Cyber Controller）。另一邊廂，米基和傑克在和賽博人的打鬥中無意間破壞了發射器，這使得即將被改裝的人類脫離控制，紛紛逃離工廠。同時，博士通過閉路電視暗示米基找出中止「感情制止器」的密碼。最終，米基在電腦中成功找到密碼，並利用短訊傳送到泰勒的手機。「感情制止器」被中止後，賽博人終於意識到自己的前身是人類，卻無法回復原貌，絕望之極，紛紛自盡。
盧米克有見自己一手安排的計劃遭到博士破壞，憤憤不平，決定追殺博士等人。博士帶領眾人逃走，並登上飛船。盧米克隨之，並在飛船的梯子掉下而死。這時，TARDIS已完成充電。離開前，泰勒告訴彼得在另一個地球中，她是其女兒。米基決定留在平行宇宙，因這兒有他的婆婆在。

### 前後連接
儘管盧米克在這集中死去，但他所成立的公司並未有因此而消失。在系列2的最後兩集〈鬼軍〉／〈末日〉裡，這間公司再次出現。此外，在這集中出現的賽博管理者並非新角色，早在1967年播出的〈賽博人之墓〉時這角色被提過。同時，在本集中泰勒說她此前曾見過賽博人，所指的是她在〈仇人碰面〉中的私人博物館中見到的賽博人。
劇中一些對白與米基之前的經歷有關。比如米基說自己不想只守在工廠的門口作監視，否則他「和一隻錫狗沒有分別」，指的是在〈校園時代〉中他與博士的機械狗K9一同看守校園門口。此後，米基決定與博士和泰勒分開前，博士稱他為「米基這笨蛋」是源於第九任博士對他的戲稱。而在本集最後一幕，米基對傑克表示他曾用一輛黃色卡車救了這世界是出自〈背水一戰〉中他用卡車打開TARDIS，使泰勒能回到博士身邊，並協助他擊敗戴立克。

## 製作
據傑克的扮演者安德魯·海登-史密夫表示，《異世奇人》的執行製作人拉塞爾·T·戴維斯本來打算將米基和傑克打造成同性戀人，但這幕最終在播映時被取消。不過，觀眾還是可通過DVD中看到這幕。與上一集相同，這集的的拍攝地點包括卡迪夫的煤炭交易所和紐波特的法爾茅斯發電廠 。

## 發行和反響
〈鋼鐵時代〉2006年5月20日晚上7時在BBC One播出。當晚，共有685萬人通過電視收看這集，最高峰時的觀看人數是763萬。在隨後發佈的最終收視報告則指，當晚的收看人數是763萬人，欣賞指數為86分。
IGN在10分為滿分下給這集7.9分，指米基在這集變得獨立起來，但同時認為這集中提到博士與尼森的對決太過普通，與一般科幻小說沒有分別 。《SFX》的尼克稱在哈珀的執導使他加深了對賽博人和平行宇宙的印象，但同時他認為盧米克狡猾的形象誇張了點。

## 資料來源
1. ↑  Kilkelly, Daniel. . Digital Spy. 2006-05-07  [2012-03-26]. （原始内容存档于2006-12-12）.
2. ↑  . BBC.   [2010-05-30]. （原始内容存档于2012-05-08）.
3. 1 2  , Doctor Who Magazine: Series Two Companion (14 - Special Edition), 2006-11-09, (14 - Special Edition)
4. ↑  Haque, Ahsan. . IGN. 2006-11-06  [2013-01-19]. （原始内容存档于2021-01-25）.
5. ↑  Setchfield, Nick. . SFX. 2006-05-22  [2012-12-31]. （原始内容存档于2006-08-27）.

## 外部連結
- Episode commentary by Noel Clarke, Camille Coduri and Shaun Dingwall (MP3)
- "The Age of Steel" episode homepage
- "The Age of Steel" 在 BBC《異世奇人》的主頁
- 互联网电影数据库上鋼鐵時代的资料（英文）